# K7리그 김포
K7리그 김포(K7 League Gimpo)는 대한민국 경기도 김포시에서 진행되는 축구 대회이다.

## 역사
2017년에 '디비전7 김포시 리그'라는 이름으로 시작되었다. 2017년 시즌부터 단일 권역으로 6개 선수단이 참가하고 있다. 2017년 시즌부터 2018년 시즌까지 70분(전·후반 각 35분) 경기로 진행되었다.

## 시즌별 결과
| 시즌   | 권역 | 선수단 | 우승              | 준우승       | 승격              |
| ------ | ---- | ------ | ----------------- | ------------ | ----------------- |
| 2017년 | 1개  | 6팀    | 김포 하성 월드 FC | 김포 통진 FC | 김포 하성 월드 FC |
| 2018년 | 1개  | 6팀    |                   |              |                   |

## 참고 문헌
- “KFA 통합경기정보 시스템”. 대한축구협회.

## 같이 보기
- K7리그